# Karen Nyberg

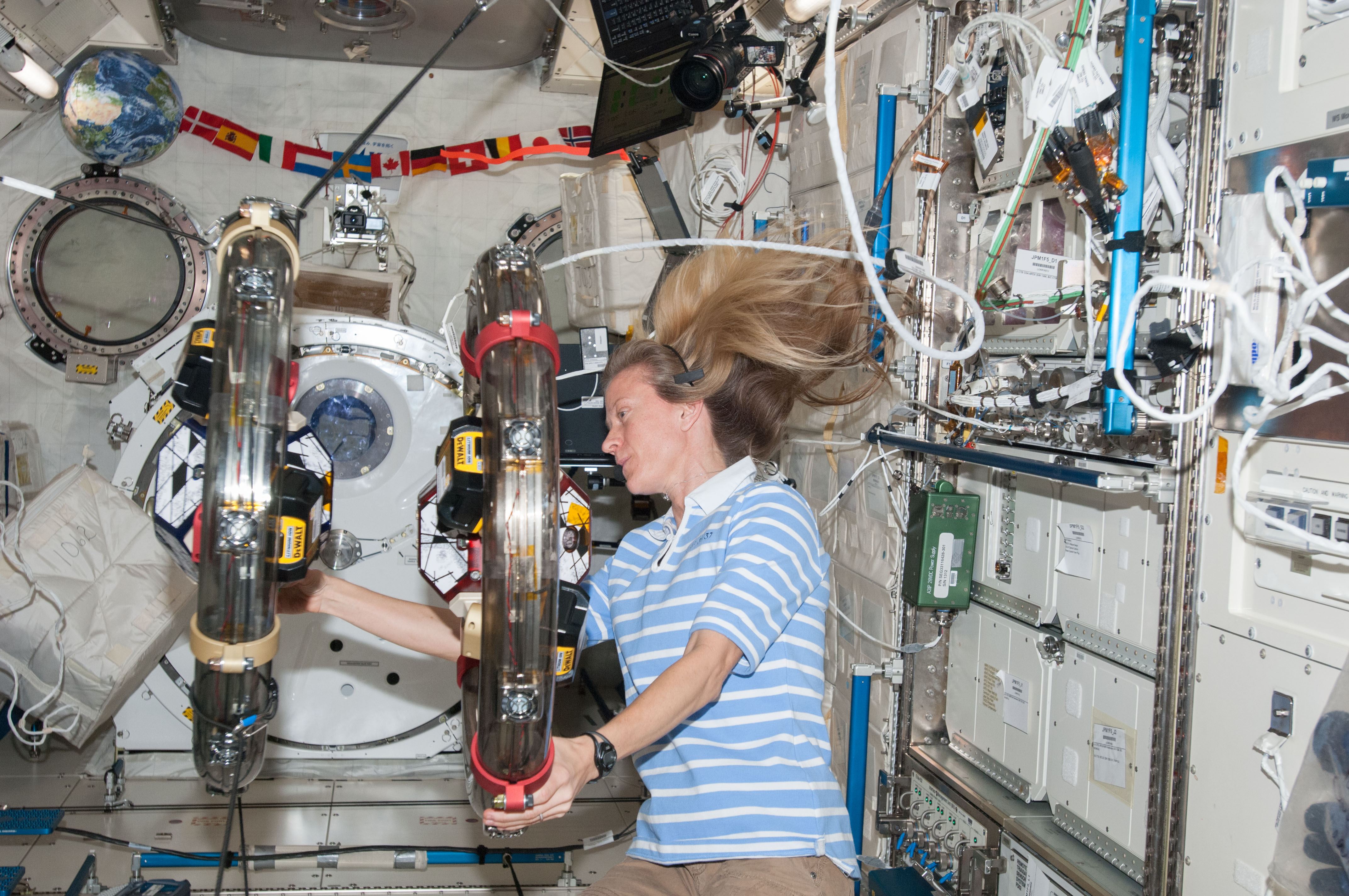
Karen Nyberg podczas pracy w module Kibō (Ekspedycja 36)

Karen Lujean Nyberg (ur. 7 października 1969 w Parkers Prairie, stan Minnesota, USA) – inżynier, amerykańska astronautka NASA.

## Wykształcenie oraz praca zawodowa
- 1988 – ukończyła szkołę średnią (Public High School) w Henning, stan Minnesota.
- 1994 – została absolwentką Uniwersytetu Dakoty Północnej, otrzymując licencjat z budowy maszyn.
- 1996 – stopień magistra w tej samej dziedzinie uzyskała na Uniwersytecie Teksańskim w Austin. Dwa lata później na tej samej uczelni obroniła pracę doktorską. Tematem jej badań było poznanie wpływu systemu zabezpieczenia życia w skafandrach kosmicznych na metabolizm i termoregulację organizmu ludzkiego. Swoje prace badawcze prowadziła w BioHeat Transfer Laboratory wspomnianego uniwersytetu.

## Praca w NASA i kariera astronauty
- 1991-1995 – współpracowała z Centrum Lotów Kosmicznych imienia Lyndona B. Johnsona w różnych obszarach swoich zainteresowań zawodowych.
- 1998 – z uwagi na tematykę doktoratu Nyberg rozpoczęła pracę w JSC w wydziale zajmującym się systemami termoregulacji skafandrów (Crew and Thermal Systems Division). Była inżynierem, specjalistą w zakresie systemów podtrzymywania życia (Environmental Control Systems Engineer). Uczestniczyła również w pracach nad komputerową dynamiczną analizą systemu wentylacji modułu ISS TransHab, kontrolą parametrów systemu podtrzymywania życia dla X-38 oraz przy podobnych systemach dla bezzałogowych sond marsjańskich.
- 2000 – 26 lipca została przyjęta do korpusu amerykańskich astronautów (NASA-18) jako kandydat na specjalistę misji. W sierpniu tego samego roku rozpoczęła szkolenie specjalistyczne.
- 2002 – po zakończeniu kursu podstawowego otrzymała przydział do Biura Astronautów NASA do Wydziału Stacji Kosmicznej (Space Station Branch). Podczas półrocznej wyprawy Ekspedycji 6 na Międzynarodową Stację Kosmiczną (przełom 2002/2003) była wśród załogi wpierającej działania astronautów na orbicie.
- 2006 – w lipcu wzięła udział w tygodniowej podwodnej misji NEEMO 10 (NASA Extreme Environment Mission Operations) realizowanej przez NASA i NOAA (National Oceanic and Atmospheric Administration). Wspólnie z Nyberg w eksperymencie uczestniczył również japoński astronauta Kōichi Wakata oraz Andrew Feustel z korpusu astronautów NASA. Wyniki badań mają być wykorzystane przez NASA m.in. w pracach nad powrotem astronautów na Księżyc i ewentualnej misji załogowej na Marsa.
- 2007 – 24 marca została oficjalnie włączona do załogi misji STS-124.
- 2008 – 31 maja wystartowała w kosmos na pokładzie wahadłowca Discovery (misja STS-124). Podczas tej wyprawy do japońskiego modułu Kibō dołączono kolejne jego części. Nyberg pełniła w trakcie misji funkcję specjalisty.
- 2013 – 28 maja na pokładzie Sojuza TMA-09M poleciała na Międzynarodową Stację Kosmiczną w charakterze inżyniera pokładowego. Weszła w skład Ekspedycji 36 i 37. Na Ziemię wróciła 11 listopada tym samym statkiem Sojuz.

## Nagrody i odznaczenia
- Space Act Award (1993)
- NASA JSC Patent Application Award (1993)
- NASA Tech Briefs Award (1993)
- NASA JSC Cooperative Education Special Achievement Award (1994)
- Universal Astronaut Insignia za lot orbitalny (nr 476) – Stowarzyszenie Uczestników Lotów Kosmicznych (Association of Space Explorers(inne języki))[1]

## Wykaz lotów
| Loty kosmiczne, w których uczestniczyła Karen L. Nyberg         | Loty kosmiczne, w których uczestniczyła Karen L. Nyberg | Loty kosmiczne, w których uczestniczyła Karen L. Nyberg | Loty kosmiczne, w których uczestniczyła Karen L. Nyberg | Loty kosmiczne, w których uczestniczyła Karen L. Nyberg | Loty kosmiczne, w których uczestniczyła Karen L. Nyberg | Loty kosmiczne, w których uczestniczyła Karen L. Nyberg |
| №                                                               | Data startu                                             | Statek kosmiczny                                        | Data lądowania                                          | Statek kosmiczny                                        | Funkcja                                                 | Czas trwania                                            |
| --------------------------------------------------------------- | ------------------------------------------------------- | ------------------------------------------------------- | ------------------------------------------------------- | ------------------------------------------------------- | ------------------------------------------------------- | ------------------------------------------------------- |
| 1                                                               | 31 maja 2008                                            | STS-124 Discovery F-35                                  | 14 czerwca 2008                                         | STS-124 Discovery F-35                                  | Specjalista misji                                       | 13 dni 18 godzin 13 minut i 7 sekund                    |
| 2                                                               | 28 maja 2013                                            | Sojuz TMA-09M                                           | 11 listopada 2013                                       | Sojuz TMA-09M                                           | Inżynier pokładowy                                      | 166 dni 6 godzin 16 minut i 46 sekund                   |
| Łączny czas spędzony w kosmosie — 180 dni 29 minut i 53 sekundy |                                                         |                                                         |                                                         |                                                         |                                                         |                                                         |